# Demetric Horton
Demetric Farrar Horton Jr. (Raleigh, 12 februari 2000) is een Amerikaans basketballer.

## Carrière
In 2018 begon hij zijn collegecarrière bij Cape Fear CC Sea Devils waar hij een seizoen speelde. In 2019 ging hij spelen voor de Independence Pirates waar hij opnieuw maar een seizoen actief was. Het seizoen 2020/21 bracht hij door bij de Fort Wayne Mastodons. Van 2021 tot 2023 speelde hij nog twee seizoenen voor de North Carolina A&T Aggies. Horton werd niet gekozen in de NBA draft van 2023 en tekende zijn eerste profcontract bij de Spaanse tweedeklasser Oviedo CB. In mei 2024 ging hij spelen voor reeksgenoot CB Tizona waar hij de rest van de play-offs speelde.
In juli 2024 tekende hij bij de Poolse eersteklasser MKS Dąbrowa Górnicza maar verliet de ploeg in september 2024 voor de start van het seizoen door een zware schouderblessure waardoor hij het hele seizoen miste. Voor het seizoen 2025/26 tekende hij bij de Belgische eersteklasser Brussels Basketball.